# Brinkley, Arkansas
Brinkley là một thành phố thuộc quận Monroe, tiểu bang Arkansas, Hoa Kỳ. Năm 2010, dân số của thành phố này là 3188 người.

## Dân số
- Dân số năm 2000: 3940 người.
- Dân số năm 2010: 3188 người.